# Sven Schultz
Sven Schultz (født 22. juli 1886; død 19. maj 1932) var en dansk ingeniør og medstifter af ingeniørfirmaet Højgaard & Schultz.
Schultz arbejdede hos Christiani & Nielsen i Estland men måtte over hals og hoved forlade landet da den russiske revolution brød ud. Gdynia havn i Polen byggede han og opfandt i den forbindelse cementkasser, som blev fragtet ud på havet og derpå fyldt med sand. En stor opfindelse dengang i 1920'erne.
Han døde 1932 og efterlod sig hustru Karen Marie født Bertelsen og børnene Ulla Schultz gift med læge Aage Grut og cand. agro. Hans Schultz (1920-2010) gift med Agnete Hartz (1922-2008). Urne på Vestre Kirkegård i København.
Et mindelegat i Schultz' navn blev oprettet 1933 af Karen Marie Schultz